# Dub u Vondráčků
Dub u Vondráčků je památný strom, mohutný dub letní (Quercus robur). Roste na západním okraji obce Tři Sekery v okrese Cheb v Karlovarském kraji, jako první v řadě velkých stromů lemujících hranici pozemku při okraji zahrady u domu čp. 73.
Mohutná a hustá koruna sahá do výšky 25 m, obvod kmene měří 405 cm (měření 2020).
Strom je chráněn od roku 2020. Důvodem pro vyhlášení je jeho mohutnost a podle vizuálního posouzení se jedná o perspektivní dřevinu.

## Stromy vokolí
- Krásenská lípa (zaniklá)
- Smrk pod Ovčím vrchem
- Dub u Hamrnického zámečku
- Dub letní v Chodovské Huti
- Jasan u Čadilů